# 08/15 (Film)
08/15 ist ein deutscher Spielfilm aus dem Jahr 1954. Es ist der erste Teil der dreiteiligen Filmreihe 08/15, die auf Hans Hellmut Kirsts gleichnamiger Romantrilogie beruht.

## Handlung
Deutsches Reich 1939, in einer Artillerie-Kaserne der Wehrmacht: Die Soldaten der 3. Batterie werden von ihrem Batteriefeldwebel, Hauptwachtmeister Schulz, und dem Zugführer Wachtmeister Platzek bei jeder sich bietenden Gelegenheit schikaniert. Insbesondere haben es die beiden auf den Kanonier Vierbein abgesehen, der einen Hang zur Musik hat und eigentlich Pianist werden wollte. Dies verstärkt sich noch, als Vierbein von Schulz in dessen Dienstwohnung zum Teppichklopfen beordert wird und Schulz’ Frau Lore, die Gefallen an dem sensiblen jungen Mann hat, sich an Vierbein heranmacht. Selbst der Gruppenführer, Unteroffizier Lindenberg, der Vierbein eigentlich für einen ordentlichen Soldaten hält und ihn darum am liebsten in Ruhe lassen möchte, beginnt auf Druck von Schulz, Vierbein zu drangsalieren. Dieser bricht schließlich unter dem immer härter werdenden Drill zusammen. Als er bei einer Schießübung Munition mitgehen lässt, um sich das Leben zu nehmen, beschließt sein Kamerad, Gefreiter Asch, sich dafür an den Vorgesetzten zu rächen. Asch, der einer der besten Soldaten ist und von Schulz und Platzek sehr geschätzt wird, hält Vierbein von dem Selbstmord zurück und hilft ihm, mit dem Kasernenleben besser zurechtzukommen. Die verschwundene Munition behält Asch und meldet sie gemeinsam mit seinem Kameraden, Obergefreiter Kowalski, als Verlust, womit sie Platzek, der den Verlust zu verantworten hat, ihn aber nicht erklären kann, in Bedrängnis bringen.
Nun beginnt Asch mit Kowalskis Hilfe, auch die Dienstvergehen der anderen Vorgesetzten aufzudecken und sie nacheinander bloßzustellen. Der sonst überkorrekte Unteroffizier Lindenberg meldet eine Gehorsamsverweigerung von Asch, macht aber ungenaue Angaben über die anwesenden Zeugen und benennt Kowalski, der aber die Aussage nicht bestätigt. Asch provoziert auch den Zorn des Küchen-Unteroffiziers Rumpler, als er die Portionen in der Verpflegung kontrolliert und einen beträchtlichen Schwund aufdeckt. Rumpler beschuldigt Asch der Meuterei und macht Meldung, zieht sie aber nach Androhung von Hauptwachtmeister Schulz, die Küche einer genauen Überprüfung zu unterziehen, wieder zurück. Platzek versucht, den Fehlbestand der Munition zu vertuschen, und greift dabei nach Hinweis von Kowalski auf Asch zurück. Asch macht zwar mit, macht aber Platzek klar, dass er (Platzek) damit die Munitionsbücher gefälscht hat – und somit Urkundenfälschung begangen hat, womit er Platzek in der Hand hat und ihm den ständigen Drill austreibt. Kurze Zeit später verpassen Asch und Kowalski mit der verschwundenen Munition auch Hauptwachtmeister Schulz einen Denkzettel, indem sie unbeobachtet in sein Dienstzimmer feuern.
In der Zwischenzeit gehen die Beschwerden gegen Asch bei Hauptwachtmeister Schulz ein. Schulz, der Asch selbst zur Beförderung zum Unteroffizier vorgeschlagen hat, weiß nicht recht, wie er damit umgehen soll, und meldet die Angelegenheit Hauptmann Derna. Dieser setzt den Stabsarzt Dr. Sämig ein, der Asch für seine Vergehen als unzurechnungsfähig und damit nicht verantwortlich erklären soll. Asch aber durchschaut den Plan, und es gelingt ihm, den Arzt gleichfalls bloßzustellen. Dr. Sämig beschuldigt Asch daraufhin, ihn überfallen zu haben. Inzwischen hat die Sache solche Ausmaße angenommen, dass eine ganze Mappe mit den unerledigten Dienstmeldungen beim Abteilungskommandeur des Truppenteils, Major Luschke, landet. Luschke, der von Dernas mangelnder Durchsetzungsfähigkeit sichtlich genervt ist, greift entschieden durch. Er maßregelt Lindenberg, versetzt Platzek in die Materialverwaltung und legt Schulz, auch aus Rücksicht auf seine Frau Lore, einen Verzicht auf seine Dienststellung des Batteriefeldwebels nahe. Dr. Sämig droht er im Fall der Aufrechterhaltung seiner Beschwerde gegen Asch mit dem Ausscheiden aus dem Militärdienst, und Hauptmann Derna schickt er in den Urlaub. Kowalski wird schließlich zum Stabsgefreiten und Asch zum Unteroffizier befördert.
Kurz darauf bricht der Zweite Weltkrieg aus. Man sieht am Ende, wie die Batterie auf dem Kasernenhof der Rede Hitlers zum Kriegsbeginn zuhört.

## Produktion
Der Film wurde von der Produktionsfirma KG Divina GmbH & Co. hergestellt, die Ilse Kubaschewski gehörte. Die Kuba, wie sie auch genannt wurde, war zugleich Inhaberin und Gründerin des Erstverleihs Gloria-Film GmbH & Co. Filmverleih KG. Bei 08/15 handelte es sich um die zweite Produktion der Divina. Man hatte sich mit der Produktion des Antikriegsfilms an ein bisher unbeachtetes Genre herangewagt, bei dem die Kuba und ihre Mitarbeiter sich zunächst unsicher gewesen waren, ob es ratsam wäre, die Kriegsthematik auf die Leinwand zu bringen. Allerdings passte die Handlung zu dem im Deutschland der 50er Jahre typischen Narrativ der Rechtfertigung. Diese wurde durch den Gefreiten Asch symbolisiert, der einen Soldaten mit keinerlei Handlungsspielraum darstellte und der der schuldbeladenen Führungsriege folgen musste. Diese Sichtweise sprach viele der Zuschauer an, die sich dem Nationalsozialismus gegenüber machtlos gefühlt und versucht hatten, das Beste aus ihrer Lage zu machen.
Die Außenaufnahmen entstanden in der Umgebung von München, die Atelieraufnahmen im Divina-Studio Baldham. Das Studio war das ehemalige Atelier des Bildhauers Josef Thorak. Da für die Kasernenszenen große Kulissen errichtet werden mussten, eignete sich das Atelier mit seinen gewaltigen Dimensionen besonders gut für die Dreharbeiten von 08/15. Es bestand aus drei Hallen auf 45.000 m² von denen jede Deckenhöhen von 7 bis 17 Metern aufwies. Nach dem Antikriegsfilm drehte die Kuba hier weitere Filme, womit es zu einem bedeutenden Faktor der deutschen Filmproduktionskapazität wurde. Versuche der Divina, von der Bayerischen Bereitschaftspolizei rund 100 Polizeibeamte als Komparsen gestellt zu bekommen, scheiterten am Widerstand von Innenminister Wilhelm Hoegner (SPD). Ebenfalls gelang es nicht, vom Bundesgrenzschutz Komparsen gestellt zu bekommen.
Peter Scharff schuf die Filmbauten, Eberhard Meichsner war Produktionsleiter. Die Uraufführung erfolgte am 30. September 1954 im Stachus-Filmpalast München.

## Anmerkung
Im Unterschied zur Romanvorlage, die im August 1938 einsetzt, wurde der Beginn der Filmtrilogie auf das Jahr 1939 verlegt.

## Auszeichnungen
- Bambi 1955 für den geschäftlich erfolgreichsten Film 1954
- Kassenschimmel des Fachblatts Filmblätter für den meistterminierten Film des Verleihjahres 1954/55

## Kritiken
- „Zu anekdotenhaft spaßig und zu unpolitisch, um als ernstzunehmende Abrechnung mit dem preußischen Kommiß unter Hitler gelten zu können.“ – 6000 Filme. Kritische Notizen aus den Kinojahren 1945 bis 1958. Handbuch V der katholischen Filmkritik, 3. Auflage. Verlag Haus Altenberg, Düsseldorf 1963, S. 324,
- „Im Dreck robben, Latrinen reinigen, Saufgelage bis zum Zapfenstreich, verklemmte Strumpfbanderotik: Menschenschinder-Planspiele über den deutschen Untertanengeist, gut fotografiert und gespielt als Kasernenhof-Satire. Fragwürdig in seiner Wirkung: Das angeblich kritische Werk vermittelt eher den Spaß am Soldatenleben. Nach dem Bestseller von Hans Hellmut Kirst, einer der großen Erfolgsfilme 1954.“ (Wertung: 2 Sterne = durchschnittlich) – Adolf Heinzlmeier und Berndt Schulz in Lexikon „Filme im Fernsehen“. (Erweiterte Neuausgabe). Rasch und Röhring, Hamburg 1990, ISBN 3-89136-392-3, S. 614–615.
- „Anekdotisch, derb, oft vulgär und im Grunde unpolitisch, löst der Dreiteiler seinen Anspruch auf ein kritisches antimilitärisches Engagement kaum ein; er bedient vielmehr geschickt die Unterhaltungserwartung des Publikums und wurde folgerichtig zu einem der größten deutschen Kassenerfolge der 50er Jahre.“ – Lexikon des internationalen Films (CD-ROM-Ausgabe), Systhema, München 1997.[5]
- Der Evangelische Filmbeauftragte Werner Hess befand, die Macher von 08/15 hätten „eine scharfe Kritik am Kasernengeist“ beabsichtigt. „Die Leute aber, die sich brüllend im Theater auf die Schenkel klatschten und ihrer Eheliebsten in die Seite knufften, stöhnten vor Vergnügen und ächzten freudig: ,Genau so war es, großartig‘.“ – Werner Hess: Filmgeschäft mit dem Krieg. in: Kirche und Film II. (1958), H. 7, S. 2–5 (S. 4).